# Incrédulité de Thomas

L'Incrédulité de saint Thomas, Le Caravage, 1602

 (avril 2025).
Motif : article mal sourcé et rédigé dans une langue qui n'est pas du français. Traduction automatique ?
Pour les articles homonymes, voir Incrédulité de Thomas (homonymie).
L'incrédulité de Thomas est un épisode propre à l'Évangile selon Jean, au chapitre 20, qui ne figure pas dans les trois évangiles synoptiques. Il met en scène l'apôtre Thomas qui refuse de croire que Jésus ressuscité ait pu apparaître aux dix autres disciples jusqu'à ce qu'il ait vu et touché ses plaies.
Dans l'histoire de l'art, cet épisode a souvent été représenté depuis le XVe siècle au moins, correspondant à diverses interprétations théologiques.

## Récit de l'Évangile selon Jean

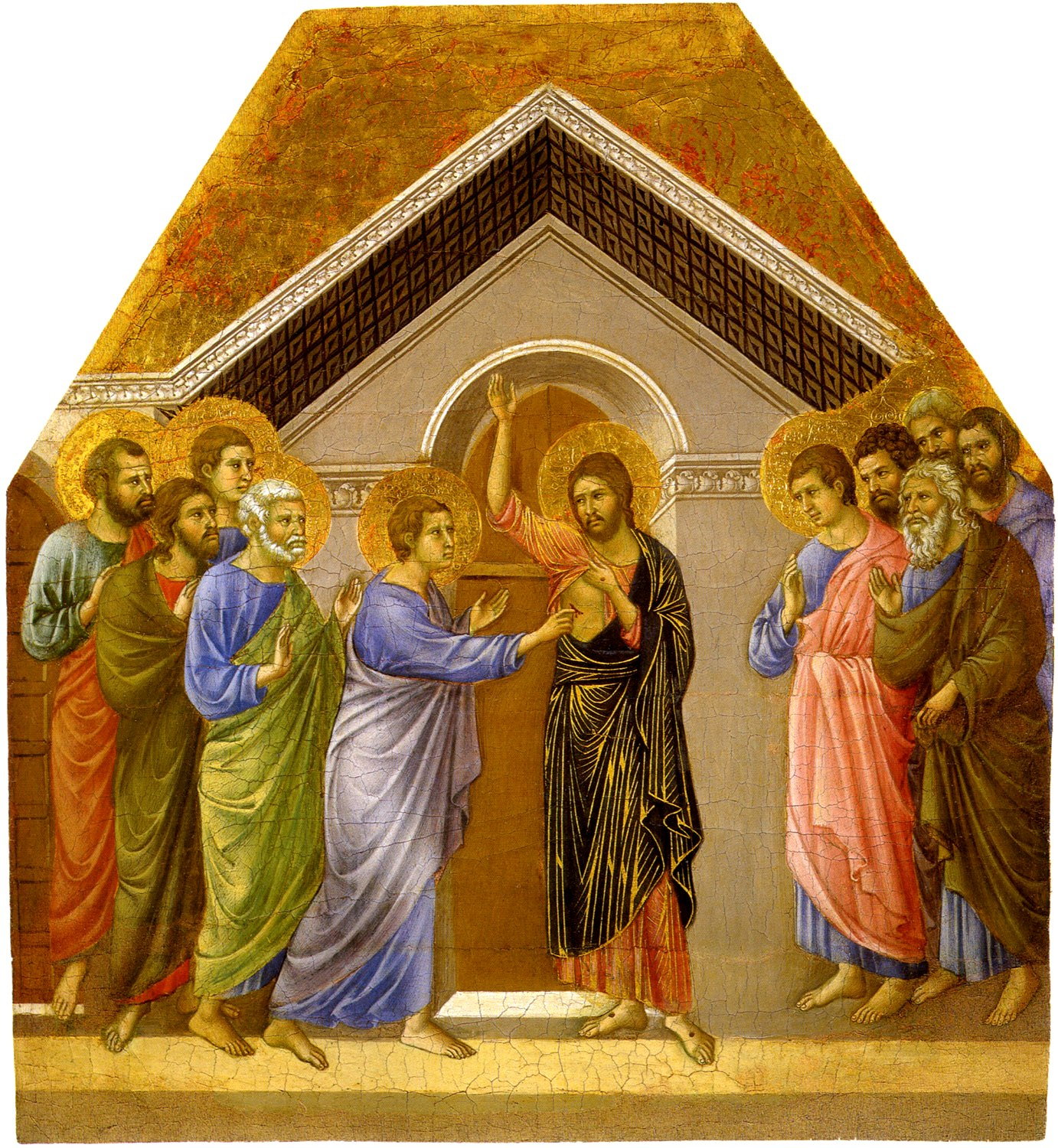
Duccio, une vignette de La Maestà (1308-1311)

L'épisode est lié au chapitre 20 de l'Évangile selon Jean, mais pas dans les trois évangiles synoptiques. 
Les commentateurs ont noté que Jean omet de dire que Thomas avait réellement "avancé" sa main dedans. Avant la Réforme protestante la croyance coutumière, réfléchie dans les représentations artistiques, était qu'il l'avait fait, laquelle de nombreux écrivains catholiques continuaient à croire, tandis que les écrivains protestants pensaient qu'il ne l'avait pas fait.
En dépit de la question de si Thomas avait touché ainsi que "vu" la preuve physique de la Résurrection de Jésus, l'interprétation catholique était que, bien que Jésus affirme la supériorité de ceux qui ont foi sans preuve physique, il était néanmoins prêt à montrer à Thomas ses plaies, et le laisser les toucher. C'était utilisé par les théologiens comme encouragement biblique pour l'emploi des expériences physiques tels que les pèlerinages, la vénération des reliques et le rituel pour renforcer les croyances chrétiennes.
Les théologiens protestants soulignent la déclaration de Jésus de la supériorité de la "foi seule" (voir Sola fide), bien que l'Anglican Thomas Hartwell Horne, dans ses largement lus Introduction to the Critical Study and Knowledge of the Holy Scriptures (publié en 1818) traita l'incrédulité de Thomas, qu'il étendit quelque peu aux autres apôtres, d'un air approbateur, comme preuve de la véracité des évangiles, car il est peu probable qu'un "forgeur" l'ait inventé, et de leur propre méfiance sur ce qui semble impossible, démontrant leur fiabilité en tant que témoins. Dans l'Église primitive, les auteurs gnostiques étaient vraiment insistants que Thomas n'avait pas réellement examiné Jésus, et ont élaboré à ce sujet dans des récits apocryphes, peux-être enclin à pousser leurs opposants non-gnostiques dans l'autre direction.
L'interprétation théologique de l'épisode est concentrée sur cela comme une démonstration de la réalité de la résurrection, mais aussitôt que les écrits des saints Jean Chrysostome et Cyrille d'Alexandrie aux IVe et Ve siècles a été donné une interprétation eucharistique, vue comme une allégorie du sacrement de l'Eucharistie, qui demeura un thème récurrent en commentaire.

## Art

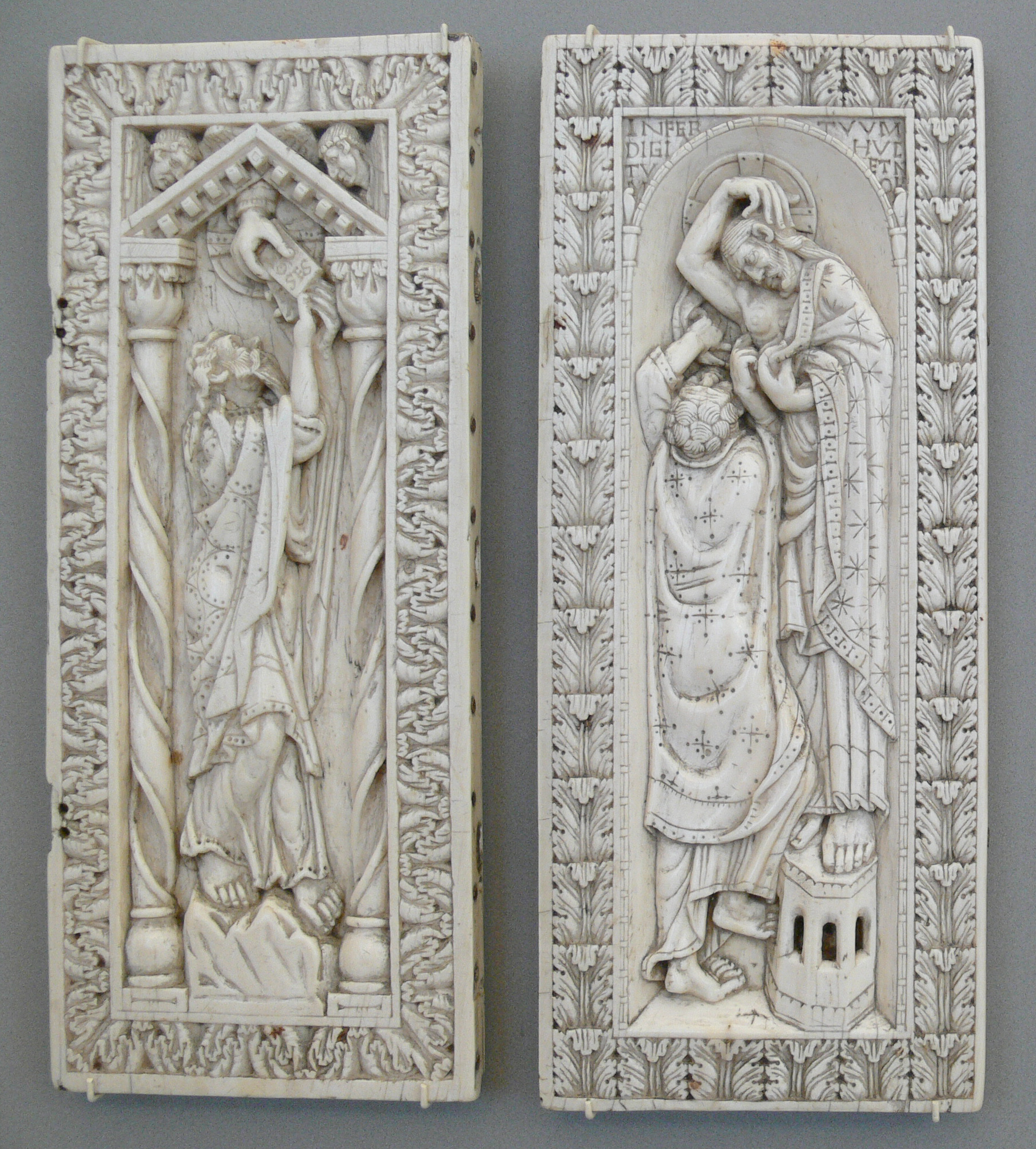
Diptyque en ivoire ottonien

Le sujet  appelé Incrédulité de saint Thomas est habituel depuis au moins le début du VIe siècle, lorsqu'il apparaît dans les mosaïques de la basilique Saint-Apollinaire-le-Neuf à Ravenne. Dans ces représentations, comme ultérieurement dans le baroque, le sujet, représenté à l'instant où Thomas avance ses doigts vers le côté de Jésus, était censé souligner l'importance des preuves pour le croyant. La mosaïque de Ravenne introduit le motif de Jésus levant sa main pour révéler la plaie dans son côté ; les plaies sur ses mains peuvent être vues, et celles sur ses pieds également.
La scène était employée dans l'art médiéval, dont les icônes byzantines ; les apôtres étaient souvent montrés, avec Thomas s'agenouillant et Jésus le bénissant. À partir de la fin du Moyen Âge, des variations apparaissent dans les poses des persnnages. La représentation du "toucher" forma une des nombreuses scènes parfois placées autour d'une Crucifixion de Jésus centrale, et est une des scènes représentées sur la Croix de Muiredach Irlandaise, et le sujet d'un large relief dans le célèbre cloître roman sculpté à l'Abbaye Saint-Dominique de Silos. Dans des œuvres montrant des paires de scènes typologiquement liées à l'Ancien et au Nouveau Testaments, il pourrait être associé à la Lutte de Jacob avec l'ange, mais dans un diptyque en ivoire ottonien il est associé à Moïse recevant la Loi, comparant à la fois les deux Testaments Bibliques et le soutien pour la foi de deux textuels "ordonnance sacrée" et preuves physiques.

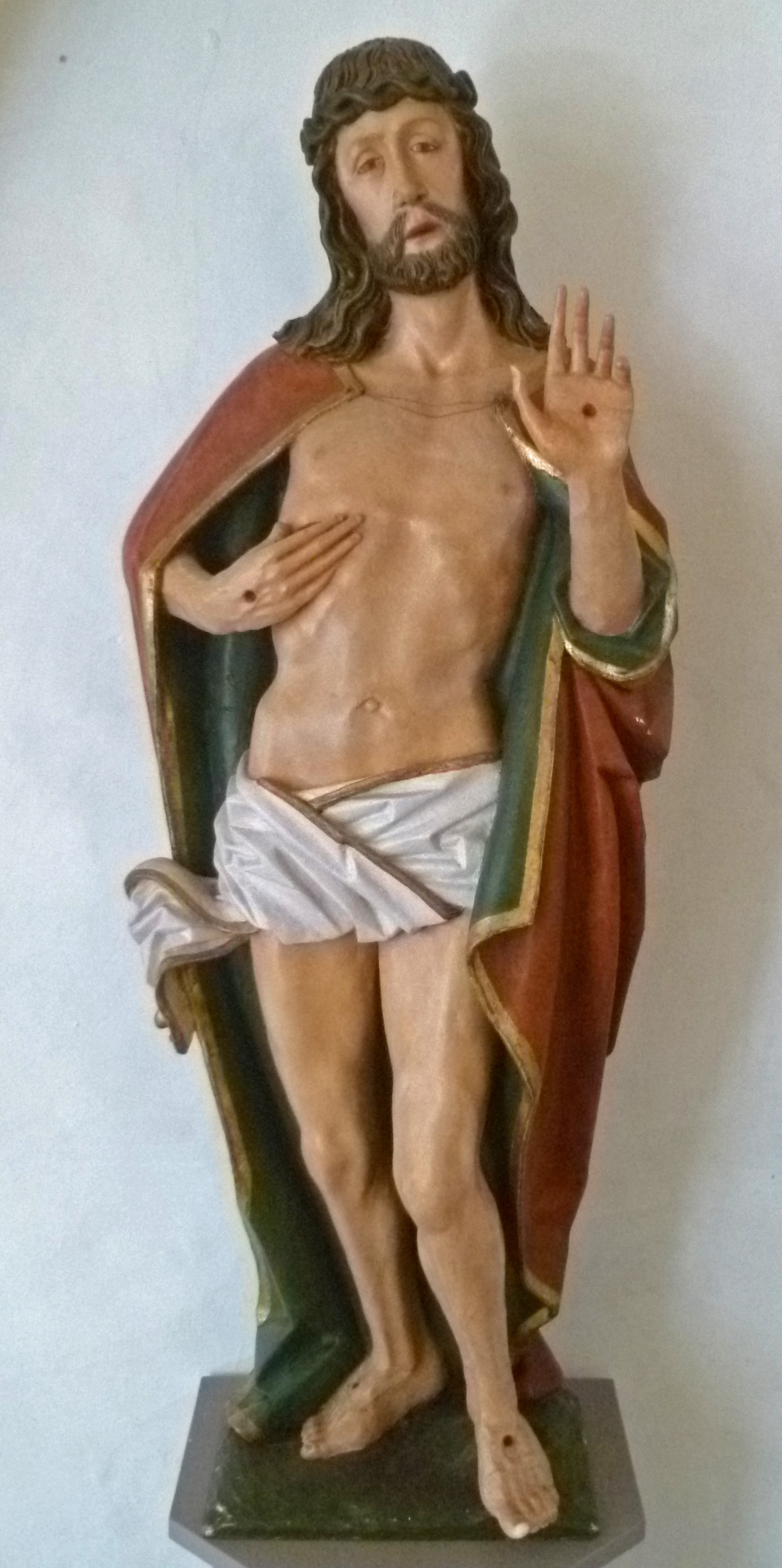
Ostentatio vulnerum.

À la fin du Moyen Âge, Jésus avec un côté de sa robe retiré, démontrant la plaie de son côté et ses quatre autres plaies (appelée  ostentatio vulnerum), était pris à partir d'images avec Thomas et s'est transformé en une pose adoptée par Jésus seul, qui plaça souvent ses propres doigts dans la plaie dans son côté. Cette forme devint une particularité fréquente des figures emblématiques uniques de Jésus et des sujets tels le Jugement Dernier (où la cathédrale de Bamberg a un premier exemple d'environ 1235), Christ en gloire, l’Homme de douleurs et le Christ avec les Arma Christi, et étaient employés pour souligner la souffrance du Christ ainsi que le fait de sa Résurrection.
Dans la Renaissance, la célèbre paire sculptée du Christ et saint Thomas par Andrea del Verrocchio (1467-1483) pour Orsanmichele à Florence est la représentation la plus connue ; le sujet est rare en sculpture autoportante. Cette église a également hébergé des tribunaux commerciaux, et la présentation de preuve physique donnait au sujet une pertinence aux cours et à la justice, et il apparaissait sur de nombreux autres édifices en Toscane avec des fonctions juridiques. La Maison de Médicis, lourdement impliquée dans la commission, avait aussi une collaboration particulière avec St Thomas, bien que le tableau de Salviati semble renvoyer un sentiment anti-Médicis au sein des années 1540,.
Le sujet bénéficiait d'un regain en popularité dans l'art pendant la Réforme protestante et la Contre-Réforme comme une assertion de la doctrine catholique contre le rejet protestant des pratiques catholiques pour lequel l'épisode était censé soutenir, et la croyance protestante dans la "foi seule". Dans l'interprétation catholique, bien que Jésus affirme la supériorité de ceux qui croient sans preuve physique, il était néanmoins prêt à montrer ses plaies à Thomas, et l'a laissé les toucher. L'Incrédulité de saint Thomas du Caravage (1601-1602) est désormais la plus célèbre représentation (montrant exceptionnellement Thomas à la droite du spectateur de Jésus), mais il y en a d'autres, spécialement de l'École caravagesque d'Utrecht, peignant dans un environnement protestant, tel que le Flamand Caravagiste Matthias Stom, de qui deux versions du sujet sont désormais à Madrid. Rembrandt et Rubens l'ont également dépeinte.

## Galerie

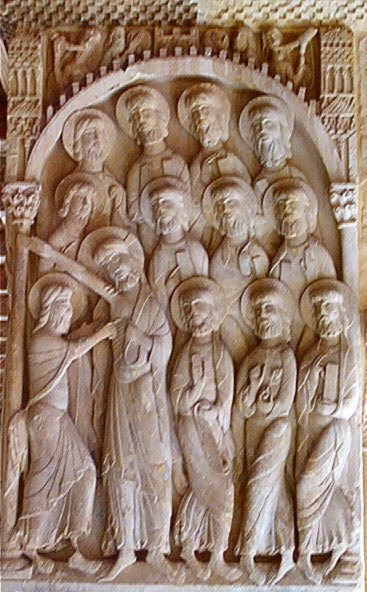
Relief dans le cloître roman à l'abbaye Saint-Dominique de Silos
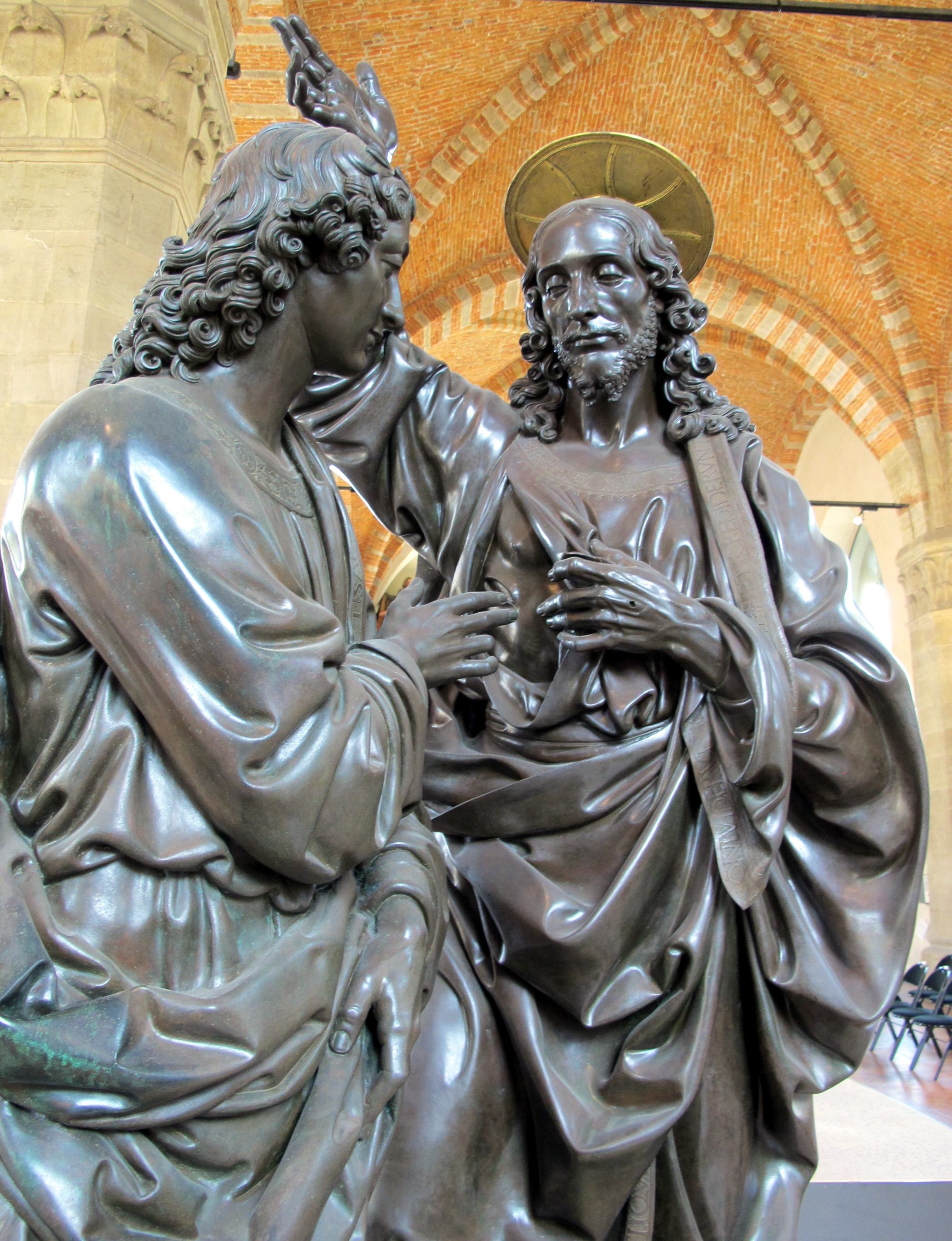
Le Christ et saint Thomas par Andrea del Verrocchio (1467–1483)
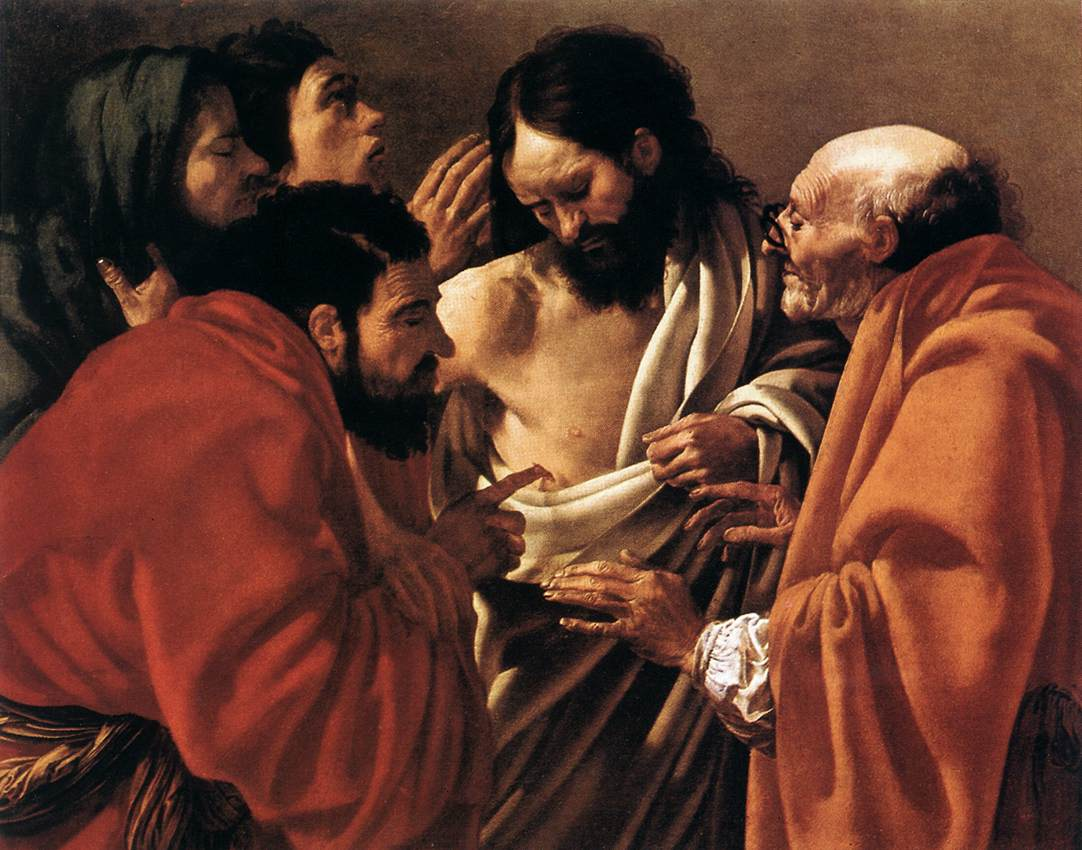
Hendrick ter Brugghen
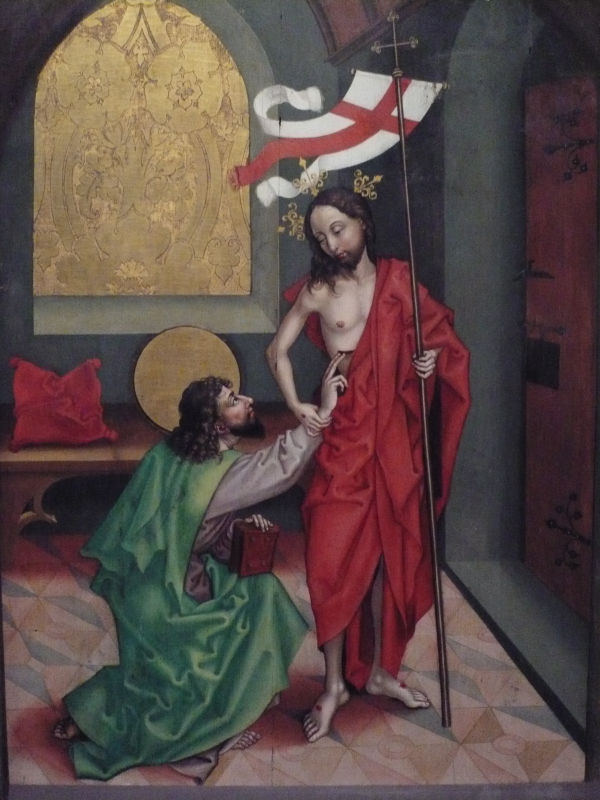
S'agenouillant et touchant, Martin Schongauer et atelier, panel d'un retable de la fin du XVe siècle
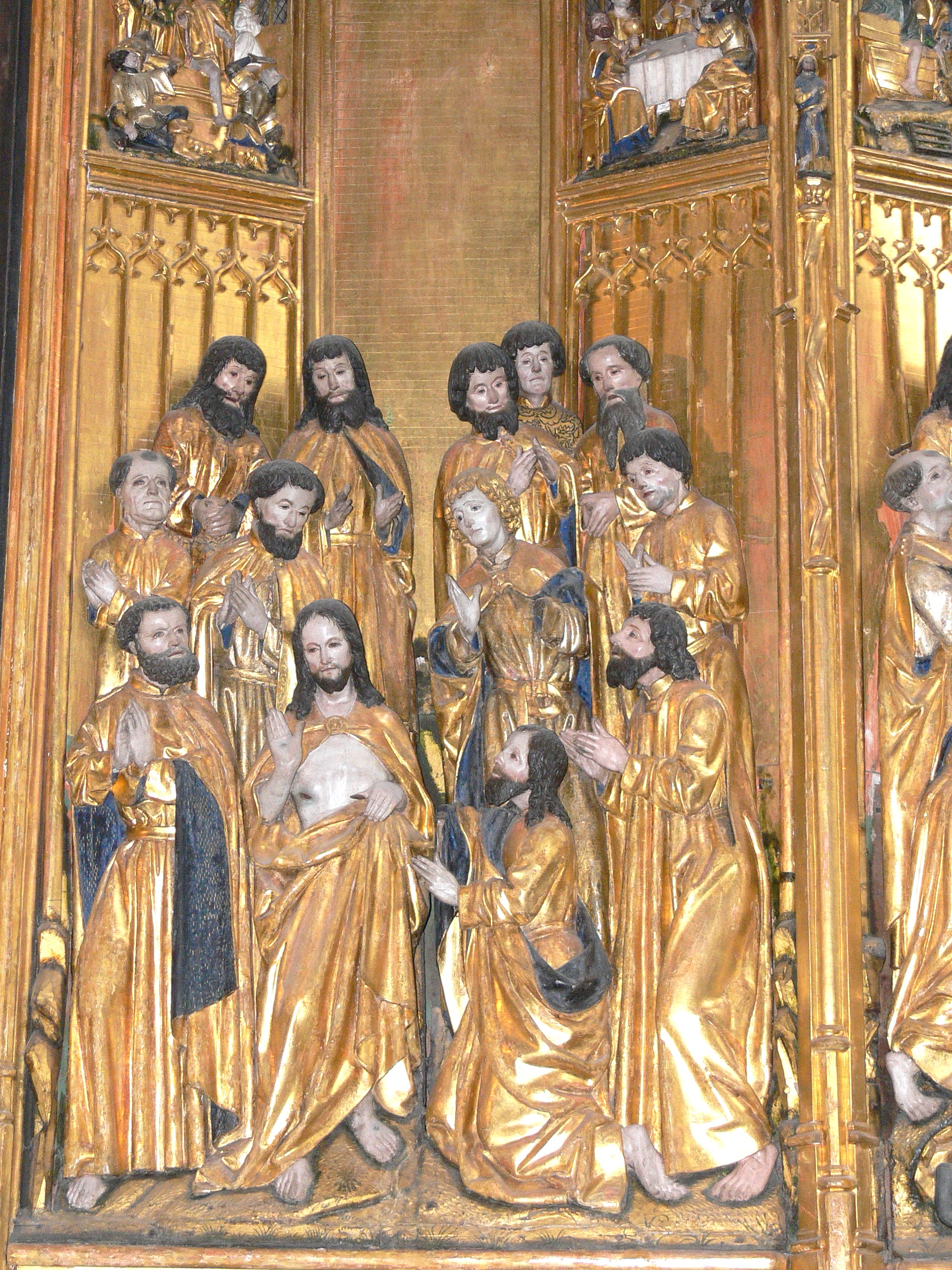
S'agenouillant et montrant, retable en bois sculpté suédois du début du XVIe siècle, Cathédrale de Strängnäs
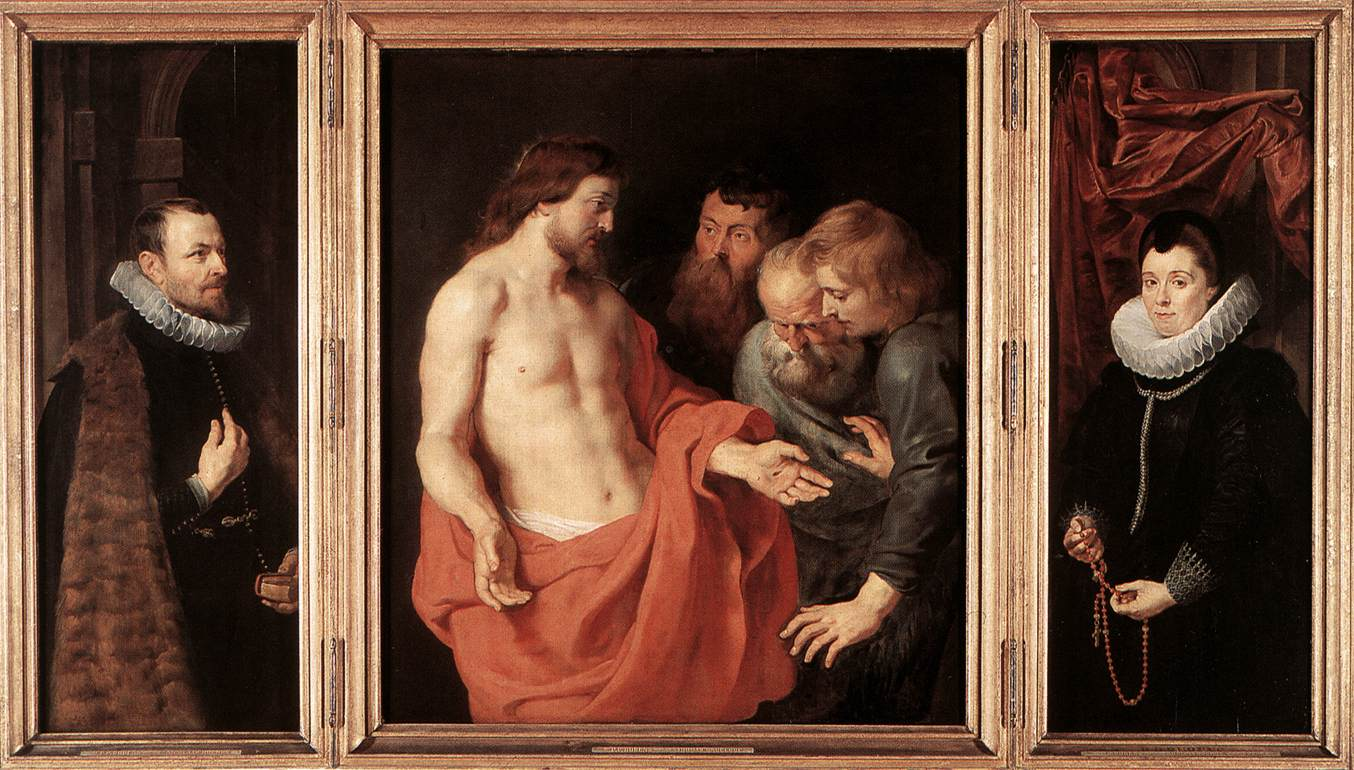
Rubens, Le Triptyque Rockox (1613–1615), montrant les mains, avec une plaie "presque invisible" sur le "mauvais" côté ; avec des portraits de donateur de Nicolaas Rockox
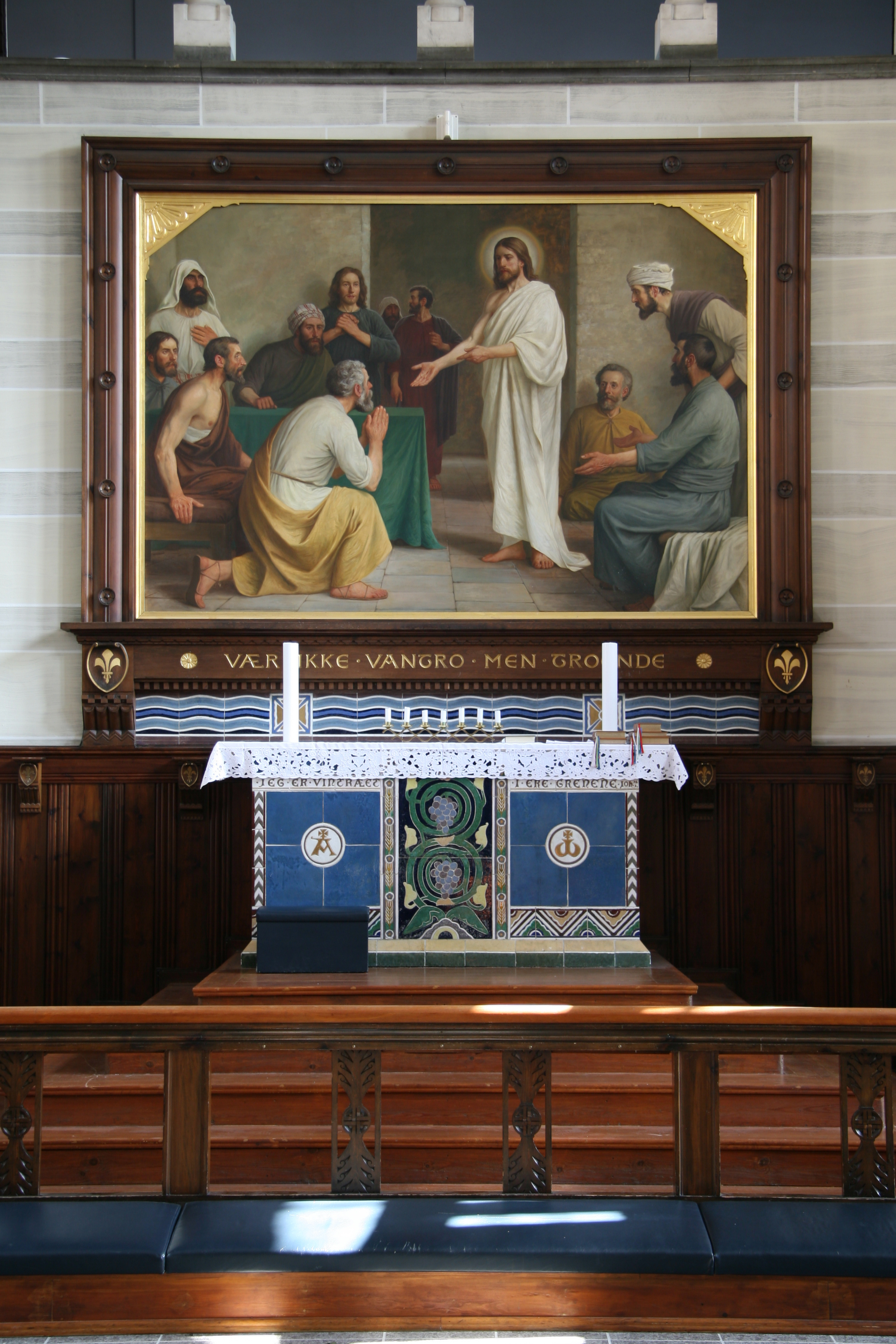
Une composition "sans contact" danoise luthérienne du XIXe siècle
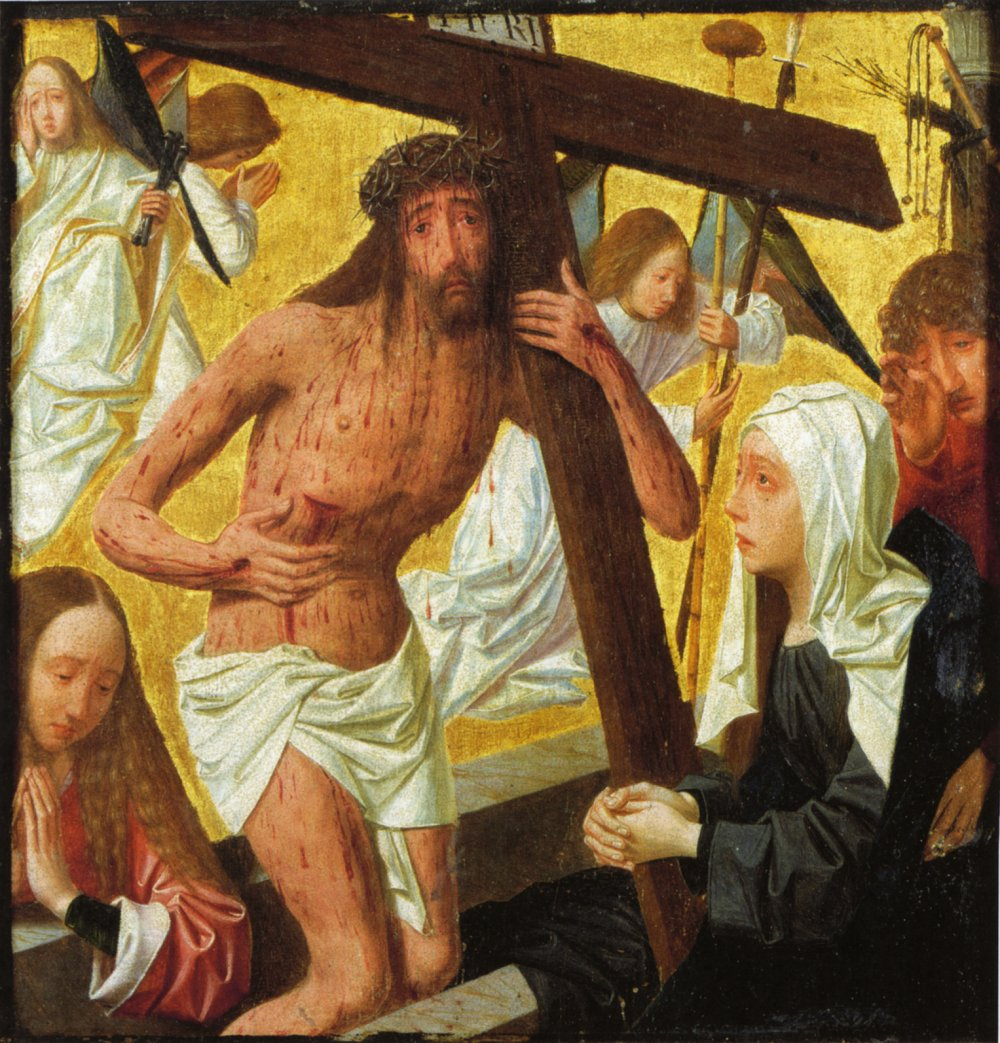
L'ostentatio vulnerum dans un complexe particulièrement L'Homme de douleurs par Geertgen tot Sint Jans
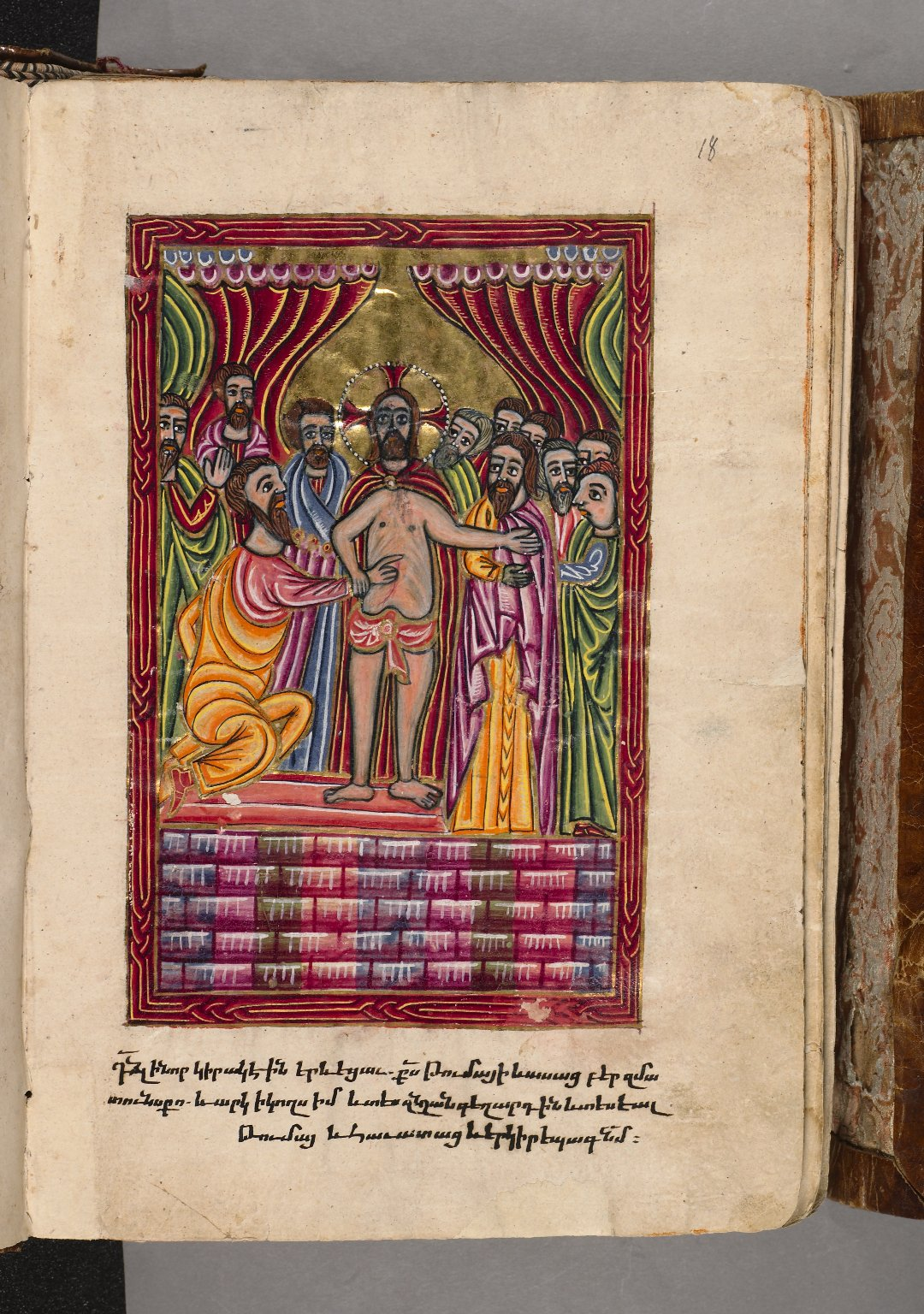
Extrait d'un manuscrit des Évangiles arméniens daté de 1609, détenu par la Bibliothèque Bodléienne
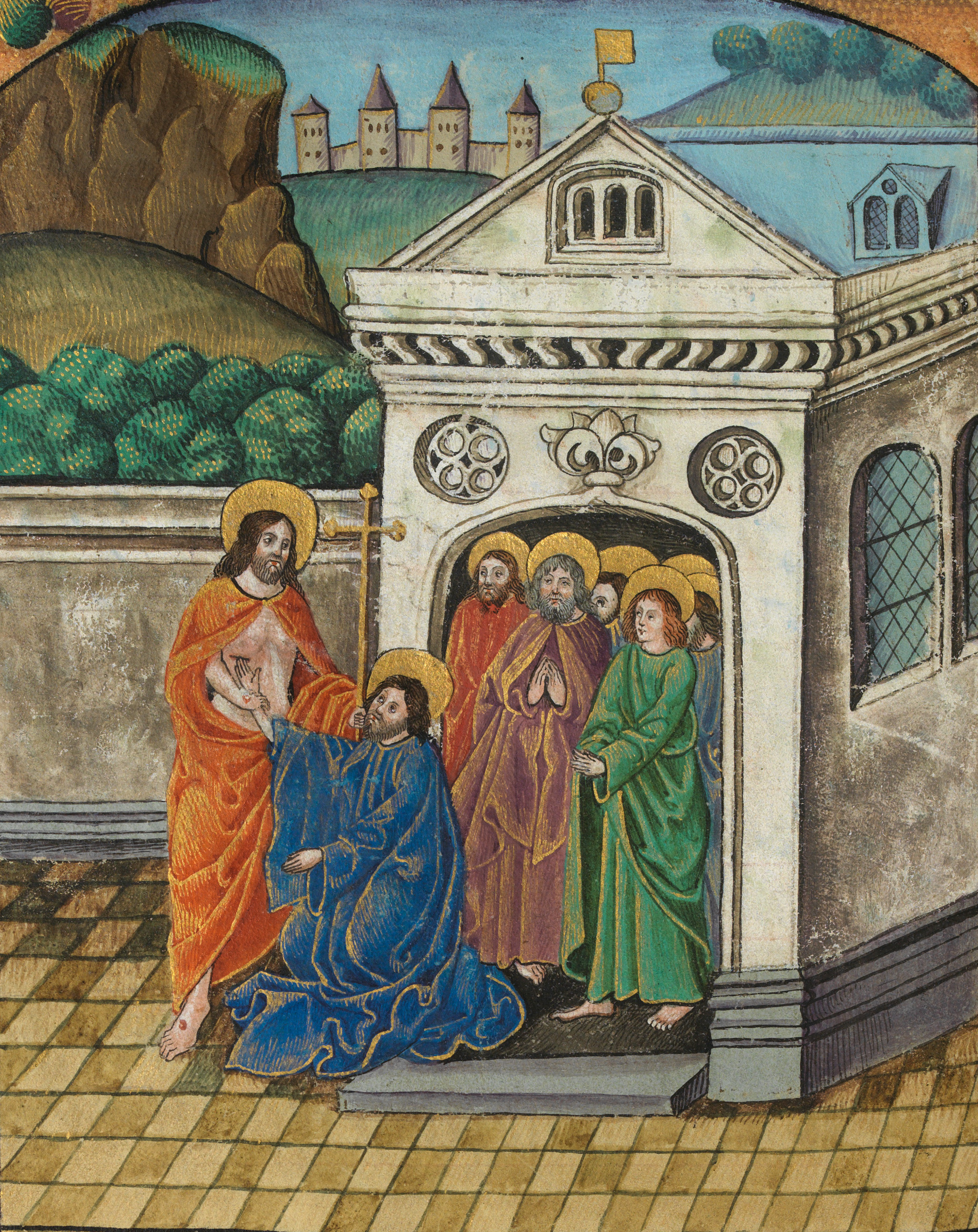
"L'incrédulité de Thomas", extrait d'un manuscrit anglais
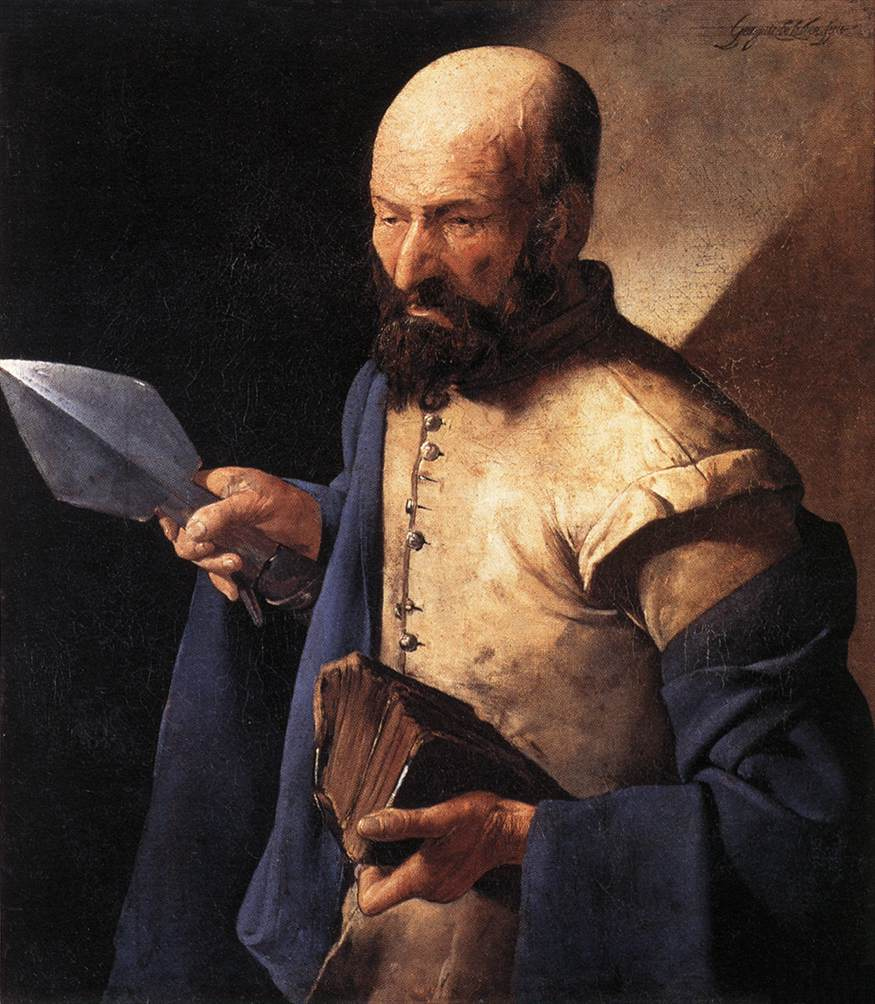
Saint Thomas à la pique par Georges de La Tour.

## Théâtre au Moyen Âge
La nature dramatique de l'épisode signifiait qu'il était souvent représenté dans le théâtre au Moyen Âge racontant l'histoire de la vie de Jésus. Il prend la totalité du "Play 41" des Mystères d'York, datant probablement quelque temps entre 1463 et 1477, qui prend 195 six lignes strophes pour le réciter. D'autres cycles plus courts l'omettent, et Le mystère de Chester prend 70 lignes pour le couvrir.